# Colladonus balius
Colladonus balius är en insektsart som beskrevs av Hamilton. Colladonus balius ingår i släktet Colladonus och familjen dvärgstritar. Inga underarter finns listade i Catalogue of Life.